# Cobelura stockwelli
Cobelura stockwelli är en skalbaggsart som beskrevs av Corbett 2004. Cobelura stockwelli ingår i släktet Cobelura och familjen långhorningar.
Artens utbredningsområde är Panama. Inga underarter finns listade i Catalogue of Life.